# Archie Mayo
Archibald L. "Archie" Mayo (29 ianuarie 1891, New York City – 4 decembrie 1968, Guadalajara, Mexic) a fost un regizor american de filme și actor de teatru. A devenit popular în anii 1930 - anii 1940.

## Viață și carieră
S-a născut la 29 ianuarie 1891 la New York. A studiat la Universitatea Columbia, dar a întrerupt cursurile pentru a începe o carieră în teatru. Mayo s-a mutat la Hollywood în 1915 și a început să lucreze ca regizor în 1917.  La începutul anilor 1920, a scris scenarii pentru mai multe filme de comedie, de obicei scurte. Uneori, a scris scenarii pentru Jack White sau Lloyd Bacon. Odată cu apariția filmului sonor, Archie Mayo a fost angajat de studiourile Warner Brothers.
Printre filmele sale se numără Is Everybody Happy? (1929) cu Ted Lewis, Bought! (1931) cu Constance Bennett, Night After Night (1932) cu Mae West, The Doorway to Hell (1930) cu James Cagney și Lew Ayres, Convention City (1933) cu Joan Blondell, The Mayor of Hell (1933) cu James Cagney, The Petrified Forest (1936) cu Bette Davis și Humphrey Bogart, The Adventures of Marco Polo (1938) cu Gary Cooper.
De-a lungul carierei sale a regizat cca. 84 de filme. Mayo s-a retras în 1946, la scurt timp după regizarea A Night in Casablanca cu Marx Brothers și Angel on My Shoulder cu Paul Muni, Anne Baxter și Claude Rains.
Mayo are o stea pe Hollywood Walk of Fame. Este îngropat în Hollywood Forever Cemetery, Hollywood, California.

## Filmografie
- Money Talks (1926)
- Johnny Get Your Hair Cut (1927)
- The College Widow (1927)
- Dearie (1927)
- State Street Sadie (1928)
- The Crimson City (1928)
- On Trial (1928)
- My Man (1928)
- Sonny Boy (1929)
- Is Everybody Happy? (1929)
- The Sacred Flame (1929)
- Wide Open (1930)
- Courage (1930)
- Oh Sailor Behave (1930)
- The Doorway to Hell (1930)
- Illicit (1931)
- Svengali (1931)
- Under 18 (1931)
- Night After Night (1932)
- The Life of Jimmy Dolan (1933)
- The Mayor of Hell (1933)
- Ever in My Heart (1933)
- Convention City (1933)
- Gambling Lady (1934)
- The Man with Two Faces (1934)
- Desirable (1934)
- Bordertown (1935)
- Go Into Your Dance (1935)
- The Case of the Lucky Legs (1935)
- Pădurea împietrită (1936)
- Black Legion (1937)
- It's Love I'm After (1937)
- The Adventures of Marco Polo (1938)
- Youth Takes a Fling (1938)
- They Shall Have Music (1939)
- The House Across the Bay (1940)
- Four Sons (1940)
- The Great American Broadcast (1941)
- Charley's Aunt (1941)
- Confirm or Deny (1941)
- Moontide (1942)
- Orchestra Wives (1942)
- Crash Dive (1943)
- Sweet and Low-Down (1944)
- O noapte la Casablanca (1946)
- Evadat din infern (1946)

## Legături externe
- Archie Mayo la IMDb
- Archie Mayo la CineMagia